# فراتر از قبر
فراتر از قبر (به انگلیسی: Beyond the Grave) جلد چهارم مجموعه ۳۹ سرنخ اثر جود واتسون است.

## داستان
طبق شایعه ای کاترینا کاهیل سرنخ بعدی رو تو مصر مخفی کرده.پس دن و امی باید برای یافتن سرنخ بعدی به مصر برند.و اونجا باید در آثار باستانی به گشت و گذار بپردازند.حالا علاوه بر افراد خاندان،باید از خطرهای باستانی نیز دوری کنند...